# Le Moineau de Dieu
Le Moineau de Dieu (titre original : The Sparrow) est le premier roman écrit par Mary Doria Russell. Il a été publié en 1996 puis traduit en français en 1998.
Il a été couronné par le prix John-Wood-Campbell Memorial 1997, le prix British Science Fiction du meilleur roman 1997, le prix Arthur-C.-Clarke 1998 et le prix Otherwise 1998.

## Introduction
Au début du XXIe siècle, un signal musical est capté par une station scientifique sur Terre. Commanditée par les Jésuites, une mission part dans l'espace à la recherche de l'origine du signal. La mission est dirigée par Emilio Sandoz, prêtre jésuite et linguiste de haut niveau. Tout l'équipage se prépare à affronter la mort et la solitude, mais ce qui les attend va bien au-delà de ce qu'ils redoutaient.
Rome, 2059. De retour sur Terre, Emilio Sandoz, unique survivant de l'expédition, est traduit devant un tribunal chargé de découvrir la vérité et de le punir pour les horribles crimes dont on l'accuse. Cet homme, transformé par son expérience, aurait-il été abandonné par Dieu ?

## Hommage
L'astéroïde (12374) Rakhat fut nommé en référence à la planète Rakhat imaginée par l'auteur dans cette nouvelle.